# Naturbahnrodel-Weltcup 2015/16
Der Naturbahnrodel-Weltcup 2015/16 begann am 11. Dezember 2015 mit einem Parallel-Bewerb in Kühtai und endete am 21. Februar 2015 in Umhausen. Erstmals wurde Mitte Januar ein City-Event in Moskau veranstaltet. Es wurden in jeweils drei Disziplinen sechs Saisonrennen ausgetragen. Höhepunkt der Saison war die Naturbahnrodel-Europameisterschaft 2016 vom 5. bis zum 7. Februar 2016 in Moos in Passeier (ITA).

## Damen-Einsitzer

### Ergebnisse
| Datum                          | Ort          | Siegerin               | Zweite                 | Dritte                 |
| ------------------------------ | ------------ | ---------------------- | ---------------------- | ---------------------- |
| 11. bis 13. Dezember 2015      | Kühtai       | Tina Unterberger       | Evelyn Lanthaler       | Greta Pinggera         |
| 8. bis 10. Januar 2016         | Latsch       | Evelin Lanthaler       | Greta Pinggera         | Jekaterina Lawrentjewa |
| 15. bis 17. Januar 2016        | Vatra Dornei | Evelin Lanthaler       | Tina Unterberger       | Jekaterina Lawrentjewa |
| 21. bis 25. Januar 2016        | Moskau       | Jekaterina Lawrentjewa | Evelin Lanthaler       | Tina Unterberger       |
| 29. Januar bis 31. Januar 2016 | Deutschnofen | Evelin Lanthaler       | Greta Pinggera         | Sara Bachmann          |
| 19. bis 21. Februar 2016       | Umhausen     | Greta Pinggera         | Jekaterina Lawrentjewa | Evelin Lanthaler       |

### Weltcupstand
Endstand
| Rang | Name                   | Punkte |
| ---- | ---------------------- | ------ |
| 01   | Evelin Lanthaler       | 540    |
| 02   | Greta Pinggera         | 455    |
| 03   | Jekaterina Lawrentjewa | 445    |
| 04   | Tina Unterberger       | 415    |
| 05   | Ljudmila Astramovich   | 290    |
| 06   | Michelle Diepold       | 281    |
| 07   | Sara Bachmann          | 245    |
| 08   | Petra Dragičevič       | 209    |
| 09   | Lisa Walch             | 198    |
| 10   | Swetlana Scharawina    | 182    |

## Herren-Einsitzer

### Ergebnisse
| Datum                          | Ort          | Sieger              | Zweiter          | Dritter             |
| ------------------------------ | ------------ | ------------------- | ---------------- | ------------------- |
| 11. bis 14. Dezember 2015      | Kühtai       | Patrick Pigneter    | Michael Scheikl  | Thomas Kammerlander |
| 8. bis 10. Januar 2016         | Latsch       | Patrick Pigneter    | Alex Gruber      | Thomas Kammerlander |
| 15. bis 17. Januar 2016        | Vatra Dornei | Patrick Pigneter    | Alex Gruber      | Thomas Kammerlander |
| 22. bis 25. Januar 2016        | Moskau       | Alexander Jegorow   | Juri Talych      | Bernd Neurauter     |
| 29. Januar bis 1. Februar 2016 | Deutschnofen | Alex Gruber         | Patrick Pigneter | Thomas Kammerlander |
| 12. bis 15. Februar 2016       | Umhausen     | Thomas Kammerlander | Patrick Pigneter | Alex Gruber         |

### Weltcupstand
Endstand
| Rang | Name                | Punkte |
| ---- | ------------------- | ------ |
| 01   | Patrick Pigneter    | 516    |
| 02   | Alex Gruber         | 455    |
| 03   | Thomas Kammerlander | 435    |
| 04   | Alexander Jegorow   | 325    |
| 05   | Florian Clara       | 304    |
| 06   | Florian Glatzl      | 286    |
| 07   | Grigori Bukin       | 279    |
| 08   | Juri Talych         | 232    |
| 09   | Stefan Federer      | 218    |
| 10   | Stanislaw Kowschik  | 214    |

## Doppelsitzer

### Ergebnisse
| Datum                          | Ort          | Sieger  | Sieger                         | Zweite     | Zweite                                    | Dritte     | Dritte                                    |
| ------------------------------ | ------------ | ------- | ------------------------------ | ---------- | ----------------------------------------- | ---------- | ----------------------------------------- |
| 11. bis 14. Dezember 2015      | Kühtai       | Italien | Patrick Pigneter Florian Clara | Osterreich | Christoph Regensburger Dominik Holzknecht | Russland   | Alexander Jegorow Pjotr Popow             |
| 8. bis 10. Januar 2016         | Latsch       | Italien | Patrick Pigneter Florian Clara | Russland   | Pawel Porschnew Iwan Lasarew              | Osterreich | Rupert Brüggler Tobias Angerer            |
| 15. bis 17. Januar 2016        | Vatra Dornei | Italien | Patrick Pigneter Florian Clara | Osterreich | Rupert Brüggler Tobias Angerer            | Russland   | Alexander Jegorow Pjotr Popow             |
| 21. bis 25. Januar 2016        | Moskau       | Italien | Patrick Pigneter Florian Clara | Russland   | Alexander Jegorow Pjotr Popow             | Russland   | Alexei Martjanow Iwan Rodin               |
| 29. Januar bis 1. Februar 2016 | Deutschnofen | Italien | Patrick Pigneter Florian Clara | Osterreich | Christoph Regensburger Dominik Holzknecht | Osterreich | Rupert Brüggler Tobias Angerer            |
| 19. und 20. Februar 2016       | Umhausen     | Italien | Patrick Pigneter Florian Clara | Russland   | Pawel Porschnew Iwan Lasarew              | Osterreich | Christoph Regensburger Dominik Holzknecht |

### Weltcupstand
Endstand
| Rang | Name                                        | Punkte |
| ---- | ------------------------------------------- | ------ |
| 01   | Patrick Pigneter – Florian Clara            | 600    |
| 02   | Christoph Regensburger – Dominik Holzknecht | 415    |
| 03   | Alexander Jegorow – Pjotr Popow             | 390    |
| 04   | Rupert Brüggler – Tobias Angerer            | 376    |
| 05   | Pawel Porschnew – Iwan Lasarew              | 354    |
| 06   | Tadej Dragicevic – Petra Dragičevič         | 284    |
| 07   | Armin Folie – Elias Gruber                  | 175    |
| 08   | Christian Schopf – Andreas Schopf           | 173    |
| 09   | Adam Jędrzejko – Kacpar Spartec             | 172    |
| 10   | Petar Sawow – Yordan Dimitrov               | 156    |
| 10   | Alexei Martjanow – Iwan Rodin               | 156    |